# Cenopalpus hederae
Cenopalpus hederae är en spindeldjursart som beskrevs av Papaioannou-Souliotis 1986. Cenopalpus hederae ingår i släktet Cenopalpus och familjen Tenuipalpidae. Inga underarter finns listade i Catalogue of Life.